# Sproglig udvikling
Sproglig udvikling er processen, hvor mennesker tilegner sig evnen til at opfatte, forstå og bruge ord til at forstå og kommunikere. Sproglig udvikling hos småbørn har antagelig både en biologisk og en kulturel del. Noam Chomsky talte om et medfødt language acquisition device, altså en sprogtilegnelsesenhed. Dette synspunkt kaldes nativisme, modsat empirisme.

## Almindelig udvikling
Når voksne i de fleste kulturer taler til småbørn, taler de på en måde der af forskere kaldes Motherese, dvs. modersk. Denne type tale karakteriseres af høj pitch, overdreven intonation og lav hastighed. Samtidig er der god evidens for at spædbørn foretrækker at lytte til denne type tale.
Fordi de er præverbale er børn hverken prækommunikative eller prælinguistiske. Allerede omkring seks måneder gamle ser børn ud til at forstå at der er forskel på ord, f.eks. kan de reagere på deres eget navn. De kan også skelne imellem forskellige fonemer (sproglyde). Fra starten af kan de skelne imellem mange fonemer, men med tiden mister de evnen til at lave de skel, der ikke spiller en rolle i deres eget sprog, og som måske kan virke forstyrrende på deres modersmål.
Spædbarnets egen verbale kommunikation starter med pludren og efterfølges af et-ordsstadiet omkring 12 måneder. Herefter kommer to-ords- eller det telegrafiske stadium. Dette stadium præges af en vis orden i rækkefølgen af ordene. Når der kun bruges to ord i hver sætning, skyldes det måske, at børn er langsomme til at lære funktionsord, og ikke har den nødvendige hukommelseskapacitet, der skal til for at konstruere komplicerede sætninger. Senere, når barnet har udvidet sit sprog og er begyndt at lære reglerne, overgeneraliserer det ofte. Irregulære verber bliver udtalt med regulære endelser, f.eks. »Jeg findede« i stedet for »Jeg fandt«

## Udvikling hos børn med særlige vanskeligheder og konklusionerne heraf
I 1920 fandt man to børn, der var blevet opdraget af ulve, Kamala og Amala. Den 1 1/2 år gamle Amala døde efter 1 år. Men den 8-årige Kamala lærte med tiden nogle få ord og levede til han var 18 år. Udover disse vilde børn kender man til tilfælde af isolerede og groft forsømte børn.
Pigen Isabelle blev fundet som seks-årig hos sin mor, der var ligeglad med hende. Hendes kognitive udvikling var ikke nået en 2-årigs niveau, og hun talte ikke noget sprog. Allerede et år efter havde hun lært at tale normalt, havde en normal intelligens og gik i skole. Pigen Genie levede bundet til en stol indtil hun var 14 år, fik tæsk og blev aldrig talt til, undtagen når hendes far fortalte hende, at hun ikke var mere værd end en hund. Genie har aldrig lært at bruge funktionsord.
Disse sager tyder på, at der findes en kritisk periode for sprogindlæring. Genie havde nået puberteten, hvorfor hendes hjerne ikke længere var i stand til at lære vigtige aspekter af sproget.
Omvendt kan man nærmest ikke forhindre børn i at lære sprog i den kritiske periode. Tidligere har nogle forældre til døve spædbørn (i USA) forhindret deres børn i at lære tegnsprog, fordi forældrene ønskede, at børnene senere skulle koncentrere sig om mundaflæsning. Men børnenes sproglige udvikling vil alligevel følge den normale med 1- og 2-ordsstadierne. Omkring 1 år begynder de døve børn at opfinde deres egne tegn! Altså deres eget tegnsprog. Omkring 2-2 1/2 år gamle begynder de at bruge 2- og 3-ords "sætninger".